# Xylaria
 Xylaria  je rod koji pripada familiji Xylariaceae, a filumu Ascomycota. Ime roda potiče od grčke reči xýlon što znači drvo (ksilem). U svetu postoji oko 400 vrsta Xylaria i to ovaj rod čini jednim od najvećih rodova askomiceta.

## Opis
Sve vrste ovog roda se donekle razlikuju, ali sve one imaju uspravno plodonosno telo koje je crne, bele ili sive boje. 
Ove gljive se u nezrelim fazama razmnožava aseksualno, konidijama, koje formiraju belu prevlaku. Posle nestanka konidija, stromatalne grane nabreknu u gornjem delu i nastave da formiraju periteciju. Zrele  gljive poseduju spore koje se nalaze u malim vrećicama koje se zovu asci. Peritecije su ugrađene u stromatsko tkivo, tako da se nalaze u jednom sloju ispod crne kore stromatskog tkiva. Iz askospora se razvija micelija, čije se hife ujedinjuju u debele niti, koje rastu i pokazuju pozitivan heliotropizam, tako da čak i kada su ispod kore ili stabla, lako izbijaju na površinu.

## Rasprostranjenje i stanište
Kosmopolitski je rod, koji je najzastupljeniji u tropima. Najčešće nastanjuju mrtvo drveće ili biljne ostatke. Nezrele strome se pojavljuju od ranog proleća do početka leta.  Biraju senovita i vlažna mesta. Česte su u šumama, parkovima i u žbunju.

## Jestivost
Smatraju se nejestivim, ali i neotrovnim gljivama. Plodonosno telo je veoma tvrdo, pa zato nisu za konzumaciju. 